# Coupe du Congo
Der Coupe du Congo (offizielle Bezeichnung Coupe de République démocratique du Congo de football) ist der Fußballpokalwettbewerb der Demokratischen Republik Kongo. Er besteht bis auf drei kurze Unterbrechungen seit 1961 und wird im K.-o.-System ausgetragen. Organisator ist der kongolesische Fußballverband FECOFA. 
Rekordsieger mit 15 Titeln ist der Verein Daring Club Motema Pembe aus Kinshasa.

## Sieger nach Jahr
| Jahr | Sieger (Stadt)                      |
| ---- | ----------------------------------- |
| 1961 | FC Saint Eloi Lupopo (Lubumbashi)   |
| 1962 | nicht ausgetragen                   |
| 1963 | nicht ausgetragen                   |
| 1964 | Daring Club Motema Pembe (Kinshasa) |
| 1965 | AS Dragons Kinshasa (Kinshasa)      |
| 1966 | TP Mazembe (Lubumbashi)             |
| 1967 | TP Mazembe (Lubumbashi)             |
| 1968 | FC Saint Eloi Lupopo (Lubumbashi)   |
| 1969 | nicht ausgetragen                   |
| 1970 | nicht ausgetragen                   |
| 1971 | AS Vita Club (Kinshasa)             |
| 1972 | AS Vita Club (Kinshasa)             |
| 1973 | AS Vita Club (Kinshasa)             |
| 1974 | Daring Club Motema Pembe (Kinshasa) |
| 1975 | AS Vita Club (Kinshasa)             |
| 1976 | TP Mazembe (Lubumbashi)             |
| 1977 | AS Vita Club (Kinshasa)             |
| 1978 | Daring Club Motema Pembe (Kinshasa) |
| 1979 | TP Mazembe (Lubumbashi)             |
| 1980 | Lubumbashi Sport (Lubumbashi)       |
| 1981 | AS Vita Club (Kinshasa)             |
| 1982 | AS Vita Club (Kinshasa)             |
| 1983 | AS Vita Club (Kinshasa)             |
| 1984 | Daring Club Motema Pembe (Kinshasa) |
| 1985 | Daring Club Motema Pembe (Kinshasa) |
| 1986 | AS Kalamu (Kinshasa)                |
| 1987 | AS Kalamu (Kinshasa)                |
| 1988 | AS Kalamu (Kinshasa)                |
| 1989 | AS Kalamu (Kinshasa)                |
| 1990 | Daring Club Motema Pembe (Kinshasa) |

| Jahr | Sieger (Stadt)                          |
| ---- | --------------------------------------- |
| 1991 | Daring Club Motema Pembe (Kinshasa)     |
| 1992 | US Bilombe (Bilombe)                    |
| 1993 | Daring Club Motema Pembe (Kinshasa)     |
| 1994 | Daring Club Motema Pembe (Kinshasa)     |
| 1995 | AC Sodigraf (Kinshasa)                  |
| 1996 | AS Dragons Kinshasa (Kinshasa)          |
| 1997 | AS Dragons Kinshasa (Kinshasa)          |
| 1998 | AS Dragons Kinshasa (Kinshasa)          |
| 1999 | AS Dragons Kinshasa (Kinshasa)          |
| 2000 | TP Mazembe (Lubumbashi)                 |
| 2001 | AS Vita Club (Kinshasa)                 |
| 2002 | US Kenya (Lubumbashi)                   |
| 2003 | Daring Club Motema Pembe (Kinshasa)     |
| 2004 | SC Cilu (Lukala)                        |
| 2005 | AS Vita Kabasha (Goma)                  |
| 2006 | Daring Club Motema Pembe (Kinshasa)     |
| 2007 | AS Maniema Union (Kindu)                |
| 2008 | OC Bukavu Dawa (Bukavu)                 |
| 2009 | Daring Club Motema Pembe (Kinshasa)     |
| 2010 | Daring Club Motema Pembe (Kinshasa)     |
| 2011 | US Tshinkunku (Kananga)                 |
| 2012 | CS Don Bosco (Lubumbash)                |
| 2013 | FC MK Etanchéité (Kinshasa)             |
| 2014 | FC MK Etanchéité (Kinshasa)             |
| 2015 | FC Saint Eloi Lupopo (Lubumbashi)       |
| 2016 | FC Renaissance (Kinshasa)               |
| 2017 | AS Maniema Union (Kindu)                |
| 2018 | AS Nyuki (Butembo)                      |
| 2019 | AS Maniema Union (Kindu)                |
| 2020 | abgebrochen wegen der COVID-19-Pandemie |

| Jahr | Sieger (Stadt)                      |
| ---- | ----------------------------------- |
| 2021 | Daring Club Motema Pembe (Kinshasa) |
| 2022 | Daring Club Motema Pembe (Kinshasa) |
| 2023 | nicht ausgetragen                   |

## Rangliste
| Titelzahl | Verein                   |
| --------- | ------------------------ |
| 15        | Daring Club Motema Pembe |
| 9         | AS Vita Club             |
| 5         | AS Dragons Kinshasa      |
| 5         | Tout Puissant Mazembe    |
| 4         | AS Kalamu                |
| 3         | FC Saint Eloi Lupopo     |
| 3         | AS Maniema Union         |
| 2         | FC MK Etanchéité         |
| 1         | Lubumbashi Sport         |
| 1         | AC Sodigraf              |
| 1         | AS Vita Kabasha          |
| 1         | US Kenya                 |
| 1         | SC Cilu                  |
| 1         | US Bilombe               |
| 1         | OC Bukavu Dawa           |
| 1         | US Tshinkunku            |
| 1         | CS Don Bosco             |
| 1         | FC Renaissance           |
| 1         | AS Nyuki                 |

Anmerkung:
Titel von Vorgängervereinen wurden zu den jetzigen Vereinen dazu gezählt. Dies betrifft folgende Klubs:
- Daring Club Motema Pembe (Vorgängerverein CS Imana)
- AS Dragons (Vorgängerverein AS Bilima)
- Tout Puissant Mazembe (Vorgängerverein TP Englebert)